# Contactos entre Nubia y Roma

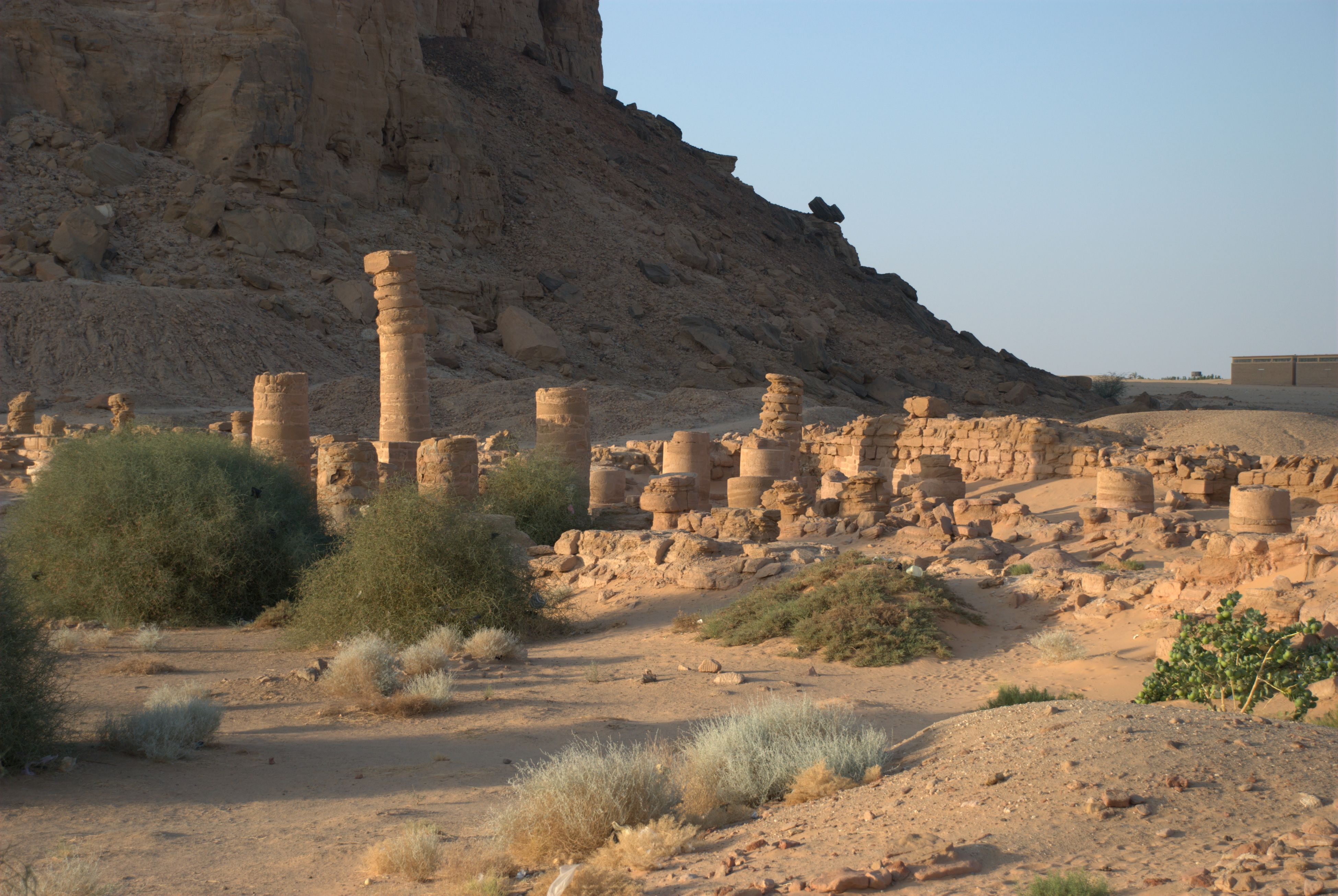
El templo Amu en Napata fue destruido por los romanos en 22 a. C.

Entre el Imperio Romano y Nubia, tierra inmediatamente al sur de la provincia romana de Egipto, hubo una relación e interacción que duró casi siete siglos, desde el siglo I a. C. al siglo VI d. C.

## Contexto
Nubia fue una región histórica alrededor del río Nilo, justo al sur de Egipto, en el área hoy llamada Sudán. Antes de la época romana, el reino de Kush floreció junto a la civilización del antiguo Egipto. Nubia fue un protectorado egipcio bajo un virrey bajo varias dinastías de faraones, aunque la decadencia egipcia supuso la independencia nubia. En medio del declive del imperio egipcio, los kushitas llegaron a instaurar temporalmente una dinastía nubia en el trono egipcio durante el siglo VII a. C. Si bien la invasión asiria de Egipto acabó con la influencia nubia directa en la política egipcia, el reino kusita siguió siendo un vecino al sur durante el periodo tardío de Egipto. La capital nubia pasó mientras de Napata a Meroe, haciendo que Kush fuera también llamado "reino de Meroe".
Durante la posterior hegemonía persa en Oriente Medio, Cambises II conquistó Egipto tras lo emprendió campañas contra Nubia que podría haber llegado a estar brevemente bajo control persa. Tras las conquistas de Alejandro Magno, Egipto pasó por un periodo helenístico durante el cual hay indicios de ocasionales escaramuzas con su vecino sureño. Notablemente, en el siglo III a. C. Ptolomeo II conquistó el Triakontaschoinos en la frontera y aseguró las rutas comerciales para obtener elefantes de guerra. En las décadas siguientes, revueltas locales como la de Horunnefer mostró la inestabilidad en la zona de frontera entre Egipto y Nubia, que entre los siglo III a. C. y I a. C. fue probablemente motivo de periódicas disputas entre Egipto y Nubia.

## Conquista romana de Egipto y establecimiento de la frontera sur
Las guerras civiles romanas en el siglo I a. C. llevaron al naciente imperio romano a intervenir en Egipto. La conquistas de la Roma de Augusto llevaron al establecimiento de una provincia romana de Egipto en el 31 a. C. que heredó las disputas fronterizas entre el Egipto Ptolemaico y Meroë. Estrabón describe una guerra con los romanos en el siglo I a. C., al poco del establecimiento de la provincia. 
El 24 a. C. la Kandake (o "Candace", término nubio para reina) Amanirenas atacó la nueva provincia romana de Egipto, ocupando Asuan. Después de las victorias iniciales nubias, el gobernador de Egipto Publio Petronio respondió invadiendo Nubia en 23 a. C., devastando el norte de la región y saqueando Napata en 22 a. C., antes de establecer un puesto fronterizo en Primis (actual Qasr Ibrim) y regresar. En "Las Hazañas del Divino Augusto," Augusto afirma que "penetraron hasta la ciudad de Napata, cerca de Meroe...".
En represalia, una fuerza nubia avanzó en 22 a. C. al norte con intención de atacar Primis. Alertado del avance, Petronio marchó de nuevo al sur para reforzar las defensas de Primis antes de la invasión. Las fuentes antiguas no dan ninguna descripción de la batalla subsiguiente, pero parece que los nubios no pudieron tomar la fortaleza, aunque saquearon templos del Alto Egipto y se llevaron numerosas estatuas cerca de la primera catarata del Nilo en Asuán. Las fuerzas romanas recuperaron posteriormente muchas de las estatuas intactas. Aun así, una cabeza saqueada de una estatua del emperador Augusto fue enterrada bajo la escalinata de un templo.
Los kusitas negociaron un acuerdo de paz con Augusto en 21 a. C., por lo que podrían haber aceptado un estado clientelar. Tras años de lucha, Petronio tampoco debió tener interés en proseguir el conflicto, siendo probablemente los términos favorables para los nubios. El comercio entre las dos naciones aumentó tras el fin del conflicto, siendo el mar Rojo una vía de comunicación entre el imperio Romano, África y la India.

## Las campañas de Nerón
En 60/61 d. C., emperador romano Nerón mostró su interés en identificar las fuentes del Nilo, vagamente ubicadas en Etiopía desde la época faraónica. La expedición romana llegó hasta pasado Meroe, pero la zona pantanosa del Sudd en el actual Sudán del Sur impidió que llegaran más lejos. Se trataba probablemente de una expedición de reconocimiento en preparación de un intento de conquista de Nubia y Etiopía, pues parece que Nerón estaba planeando otro intento de conquista de Kush antes de su muerte en el 68 d. C.

## El comercio índico en los siglos I-II
Establecida la paz, el cuerno de África fue una importante ruta comercial entre la antigua Roma y la India. En algún momento entre los siglo I-III, un comerciante de Alejandría escribió Periplo del mal Eritreo mencionando los principales puertos en la costa de las actuales Eritrea y Somalia, así como haciendo referencia a alguna de las tribus del interior.

2. En la costa a la derecha, bajo Berenice se encuentra el país de los bereberes. A lo largo de la costa se encuentran los comedores de peces, que viven en cuevas dispersas en los estrechos valles. Tierra adentro se hallan los bereberes y después de ellos, los comedores de carne salvaje y los comedores de ganado, cada tribu gobernada por su jefe; y tras ellos, más adentro, en la tierra hacia el Oeste, yace una ciudad llamada Meroe.

3. Bajo los comedores de ganado se encuentra una pequeña ciudad de mercado en la costa, tras navegar cuatro mil estadios desde Berenice, llamada Ptolemais de los cazadores, desde donde los cazadores se adentraron al interior bajo la dinastía de los Ptolomeos. Esta ciudad tiene verdades tortugas de tierra en pequeña cantidad; es blanca y pequeña en sus caparazones. Y aquí también se encuentra un poco de marfil, como el Adulis. Pero el lugar no tiene puerto y solo es accesible con pequeños botes.

Ptolemais Theron o Ptolemais de los cazadores era un antiguo puerto comercial fundado en época tolemaica como emporio para el comercio con Nubia y debió seguir funcionando como tal durante la época romana. Su ubicación es debatida, generalmente considerándose la zona costera de Suakin en el actual Sudán. Más al este, según el Periplo las costas etíopes y somalís formaban una potencia vecina bajo un rey llamado Zoskales en Adulis que podría haber sido un rival de Meroe.

## Decadencia de Meroe
Aun así, el reino de Meroe empezó decaer como potencia durante los siglos I-II, tras la disminución de sus industrias tradicionales y los ataques cada vez más destructivos de los blemios. Se cree que varias bandas de jinetes a caballo y camello actuaban como señores de la guerra en el antiguo territorio de Meroe, probablemente casándose con la población local y estableciéndose como una aristocracia militar.
De hecho, a finales del siglo II, la nueva potencia local de Nobatia ocupó la ribera oeste del Nilo en el norte del territorio de Meroe. Desde Diocleciano hasta casi el siglo V, Roma pagó a Nobatia para asegurarse la paz en esta frontera, usando a Meroe como estado tapón entre Egipto y los blemios. Entretanto, el antiguo el reino de Meroe continuó decayendo frente a la expansión desde el este del nuevo y poderoso reino de Aksum de origen etíope. Para 350, el rey Ezana de Axum había capturado y destruido la ciudad de Meroe, acabando con el reino como entidad independiente y conquistando su territorio en el actual norte de Sudán.

## El bajo imperio y la transición al Egipto bizantino
En Nubia, el cristianismo empezó a imponerse sobre la antigua religión faraónica desde los primeros contactos con cristianos romanos, y para mediados del siglo VI d. C. de siglo el reino de Kush/Meroe fue disuelto y reemplazado por los reinos de Makuria, Nobadia y Alodia. Al este, Aksum siguió en auge y pasó a monopolizar el tráfico comercial en el mar Rojo, típicamente aliado con el Imperio Romano de Oriente con el que compartía religión cristiana y enemigos comunes. Al otro lado del mar Rojo, los persas sasánidas apoyaban a los himyaritas en el actual Yemen lo que convirtió Arabia y el cuerno de África en una extensión por proxys del conflicto romano-sasánida.